# غلاوبر براغا
غلاوبر براغا هو سياسي برازيلي، ولد في 26 يونيو 1982 في نوفا فريبورغو في البرازيل. نشط حزبياً في حزب الاشتراكية والحرية. وقد انتخب النائب الاتحادي لريو دي جانيرو ‏ خلال فترته النيابية ‏ (1 فبراير 2019 – ) وانتخب عضو مجلس النواب البرازيلي ‏ خلال فترته النيابية ‏ وانتخب عضو مجلس النواب البرازيلي ‏ عن دائرة Rio de Janeiro ‏ وقد انضم خلال فترته النيابية ‏ للكتلة البرلمانية حزب الاشتراكية والحرية.